# 7605 Cindygraber
7605 Cindygraber eller 1995 SR1 är en asteroid i huvudbältet som upptäcktes 21 september 1995 av den amerikanske astronomen Timothy B. Spahr vid Catalina Station. Den är uppkallad efter Cynthia Jean Graber.
Asteroiden har en diameter på ungefär 38 kilometer. Den tillhör och har givit namn åt asteroidgruppen Cindygraber.